# Rivière Saint-Denis (La Réunion)
Pour les articles homonymes, voir Rivière Saint-Denis.
La rivière Saint-Denis est un fleuve de l'île de La Réunion, département d'outre-mer français dans le sud-ouest de l'océan Indien. Elle traverse le territoire de la commune de Saint-Denis, le chef-lieu, en s'écoulant du sud vers le nord, puis se jette dans la rade de Saint-Denis. Ses principaux affluents sont Grand Bras et Bras Guillaume (d) .

## Aménagements

### Traversée du fleuve
- Le pont Garbit, inauguré en 1913 et nommé en hommage à Hubert Auguste Garbit[2].
- Le pont Vinh-San, livré en 1992 et nommé en hommage à Duy Tân.
- Le nouveau pont de la rivière de Saint-Denis, mis en service en 2021.
- Le pont ferroviaire de la Rivière Saint-Denis, détruit[3],[4].

### Activités économiques
La chaîne de production des Brasseries de Bourbon se trouve dans le quartier du Bas de la Rivière, qui s'est développé dans son encaissement près de son embouchure. C'est notamment dans cette usine qu'est produite la Bière Bourbon, appelée localement la « Dodo », la bière la plus vendue sur l'île.

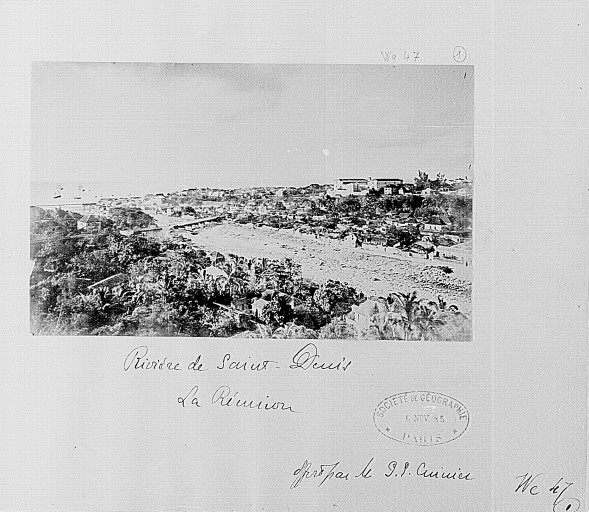
La rivière Saint-Denis peu avant 1885.